# Norsk Hoved-Jernbane

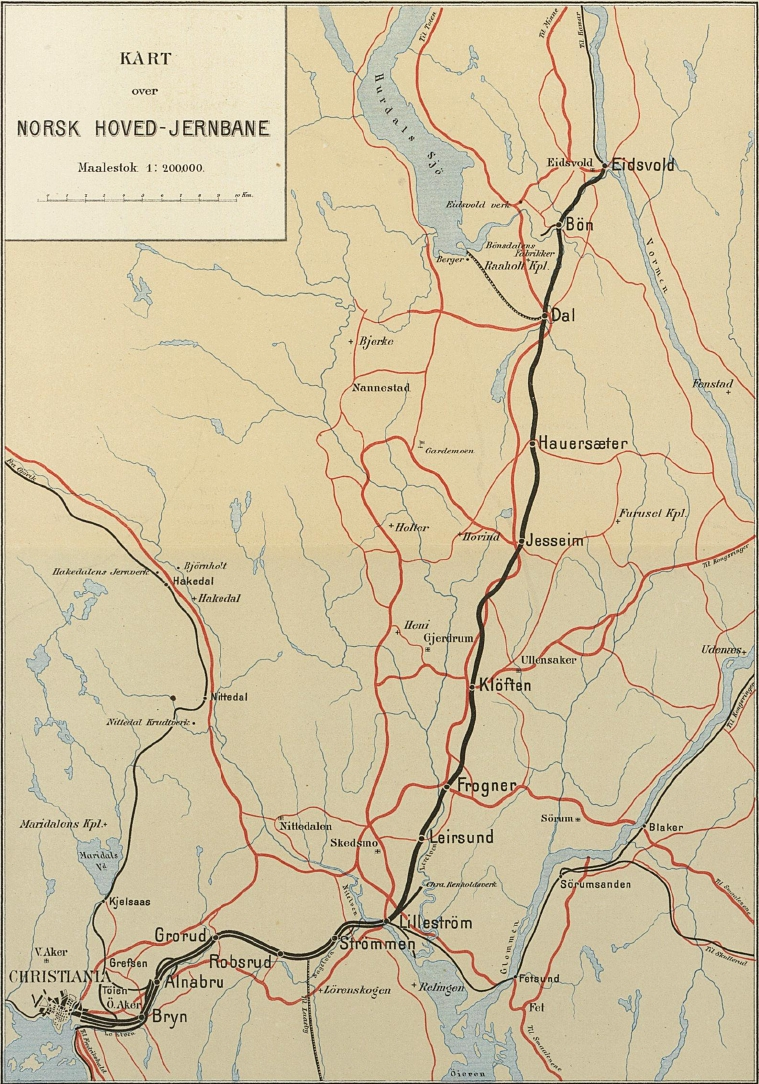
Karte der Norsk Hoved-Jernbane von 1904

Norsk Hoved-Jernbane (NHJ) war der offizielle Name der norwegischen Eisenbahngesellschaft, die wegen ihrer ersten erbauten Eisenbahnstrecke umgangssprachlich Hovedbanen genannt wurde.

## Geschichte
Die Gesellschaft war ursprünglich ein britisch/norwegisches Konsortium, in dem britische und norwegische Aktionäre die Hälfte der Baukosten in Höhe von 450.000 £ aufbrachten. Die Strecke erhielt daher zu Beginn den englischen Namen Norwegian Trunk Railway.
Die Aktien des Unternehmens wurden am 9. September 1850 zur Zeichnung ausgeschrieben, am 17. Dezember des gleichen Jahres wurde der Vertrag mit den britischen Vertragspartnern unterzeichnet. Diese erhielten Vorzugsaktien, die von der norwegischen Regierung auf Vorlage nach 100 Jahren ausgezahlt werden sollten. Der Vorstand der Gesellschaft hatte sechs Mitgliedern – drei wurden vom Staat ernannt und drei wurden von den Inhabern der Vorzugsaktien gewählt.

## Erste Bahnstrecke Norwegens
Die Gesellschaft errichtete die Eisenbahnstrecke zwischen Oslo und Eidsvoll über Lørenskog und Dal (nicht zu verwechseln mit der in etwa parallel verlaufenden Gardermobanen). Dies war Norwegens erste öffentliche Eisenbahnstrecke, die am 1. September 1854 in Betrieb genommen wurde. Formal war die Strecke bis 4. März 1926 eine Privatbahn. Zu diesem Termin wurde NHJ als Distrikt Oslo ein Teil von Norges Statsbaner.
Der Bau der Strecke begann am 8. August 1851 mit einer anfänglichen Belegschaft von etwa 350 Arbeitern, bis Dezember 1851 wurde die Zahl der Arbeiter auf 1400 erhöht.